# Aledo (Teksas)
Aledo – miasto w Stanach Zjednoczonych, w stanie Teksas, w hrabstwie Parker. Według danych z 2023 roku liczy 6287 mieszkańców, w tym 79,2% stanowią biali nielatynoscy. 